# The Test (film, 1911)
Pour les articles homonymes, voir The Test.
The Test est un film américain réalisé par Allan Dwan et sorti en 1911.

## Fiche technique
- Réalisation : Allan Dwan
- Genre : Western
- Production : American Film Manufacturing Company
- Pays de production :  États-Unis
- Distribution : Motion Picture Distributors and Sales Company
- Date de sortie : 
  - États-Unis : 20 décembre 1911

## Distribution
- J. Warren Kerrigan : Jack
- Pauline Bush : Ethel Dawson
- Jack Richardson : Dick